# ایستگاه راه‌آهن موناکو-مونت‌کارلو
ایستگاه راه‌آهن موناکو-مونت‌کارلو (انگلیسی: Gare de Monaco-Monte-Carlo) یک ایستگاه راه‌آهن در لا کوندامین، موناکو است.
این ایستگاه که در سال ۱۹۹۹ تأسیس شده تحت مدیریت شرکت اس‌ان‌سی‌اف فرانسه قرار دارد.

## تاریخچه
در سال ۱۸۶۸ خط‌آهن از مارسی به موناکو رسید و ایستگاه اولیه، ایستگاه موناکو نام گرفت اما در دهه ۱۹۵۰ میلادی به موناکو-مونت‌کارلو تغییر نام پیدا کرد و پس از آن تونلی برای ایستگاه حفر شد.
در اوایل دهه ۱۹۹۰ میلادی تصمیم گرفته شد که راه‌آهن را به‌طور کامل در زیرزمین راه‌اندازی کند و یک ایستگاه جدید نزدیک به مرکز موناکو بسازند، ساخت و ساز در سال ۱۹۹۳ آغاز شد و ایستگاه جدید در تاریخ ۷ دسامبر ۱۹۹۹ افتتاح شد و پس از آن جایگزین ایستگاه قدیمی شد.
ایستگاه جدید شامل یک تونل منحنی به طول ۴۶۶ متر، ۲۲ متر عرض و ۱۳ متر ارتفاع و سه خط ریل راه‌آهن است. همچنین ایستگاه دارای یک سکو جانبی در سمت جنوب و یک سکو جزیره‌ای است.

## نگارخانه

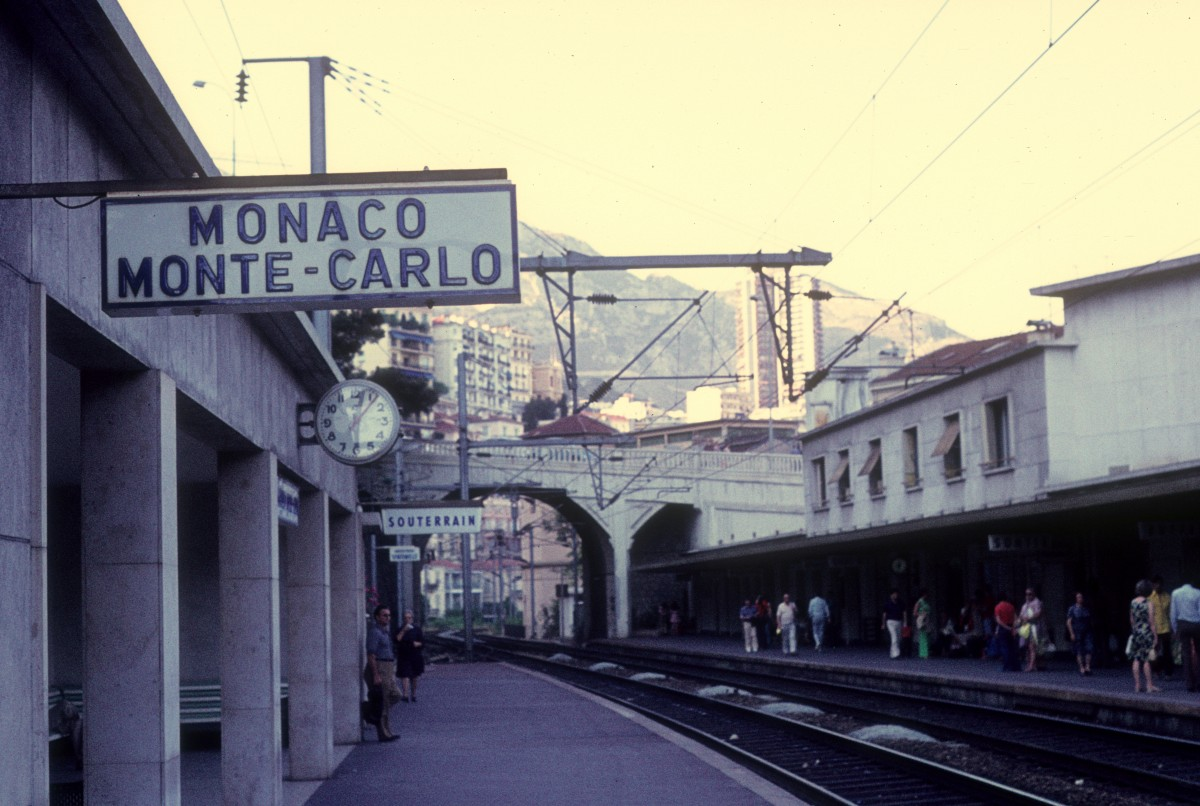
ایستگاه قدیمی، ۱۹۷۴
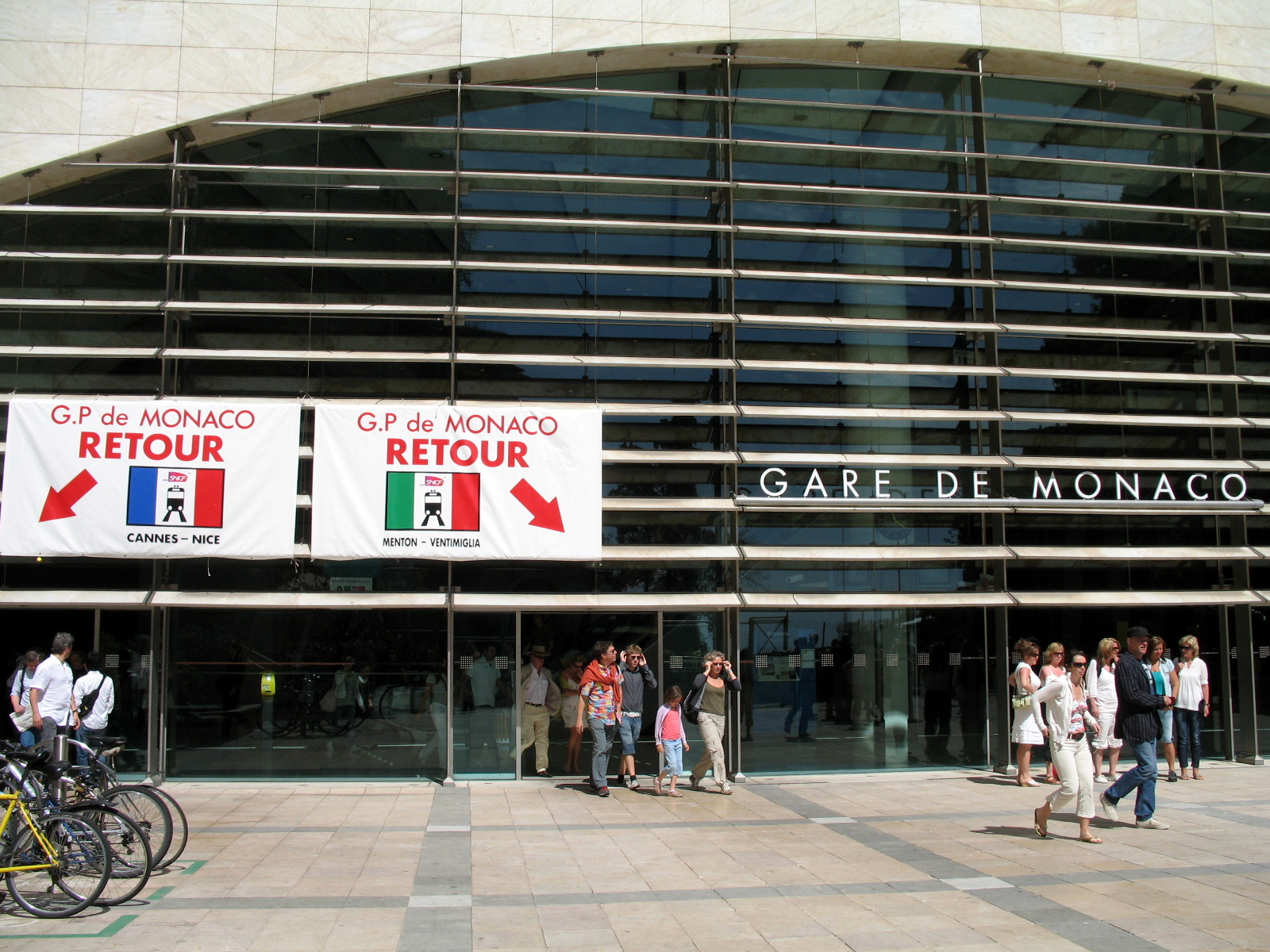
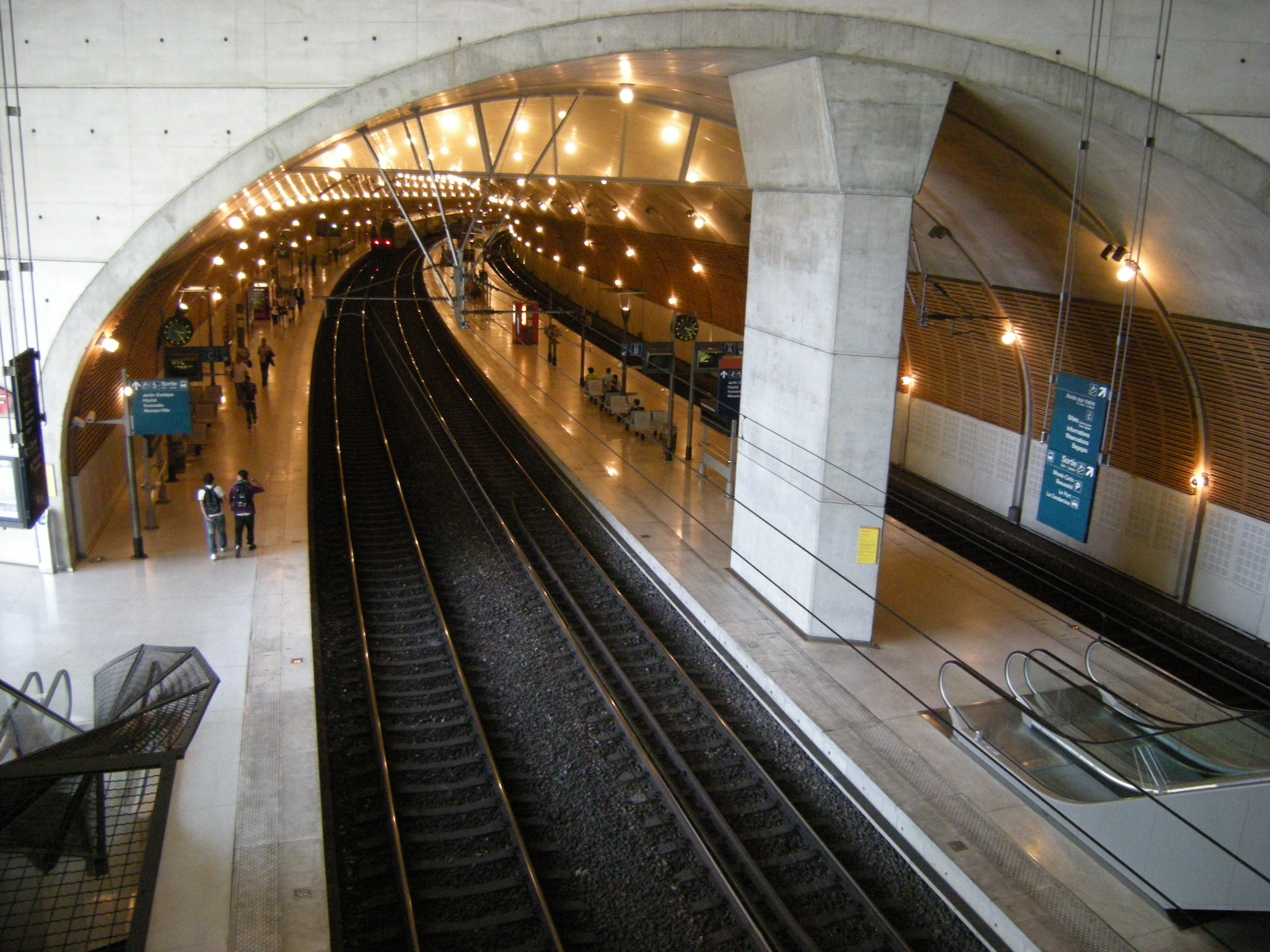
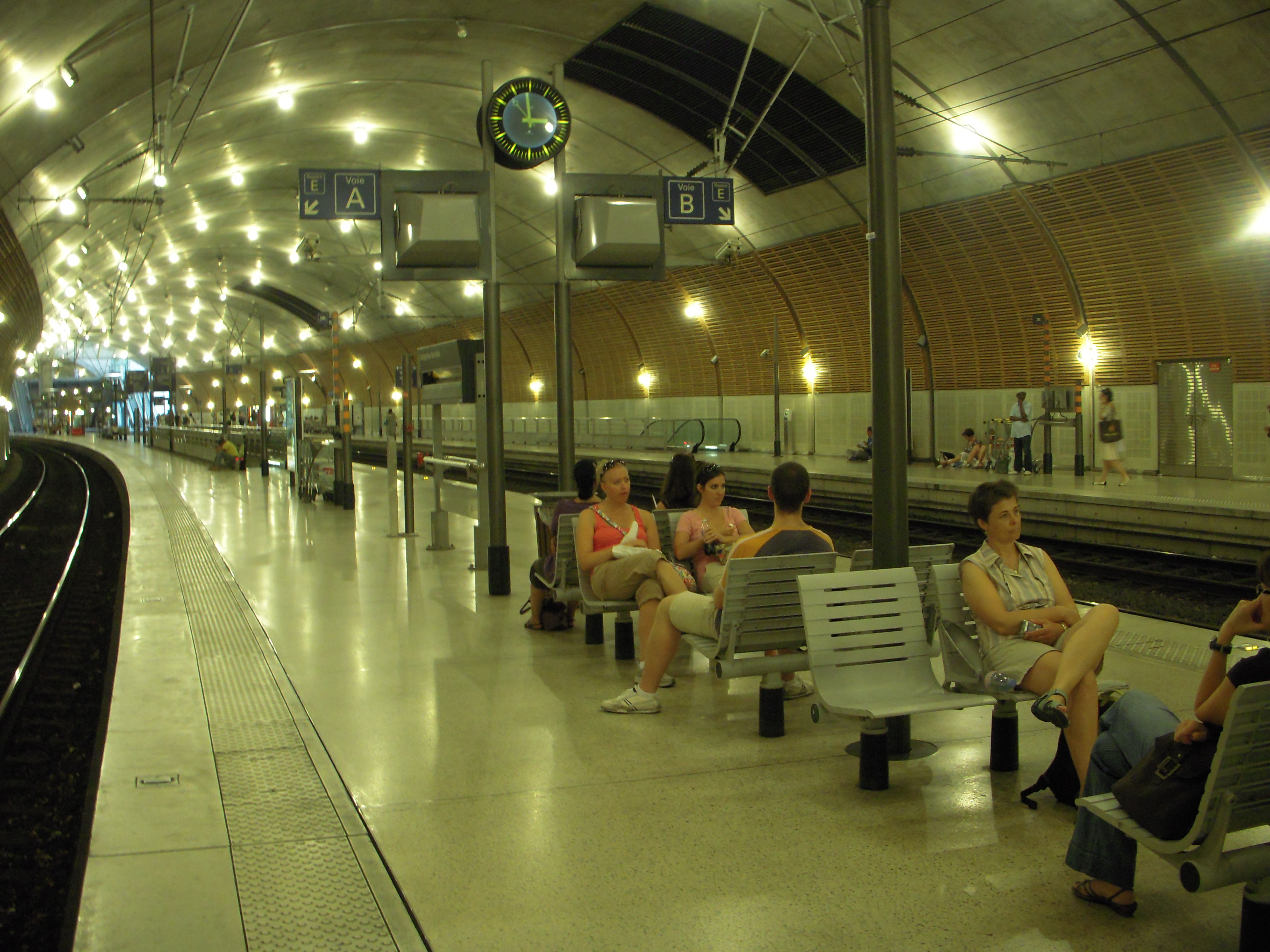